# Sorin Enachescu
Sorin Enachescu (* 1948 in Reghin, Rumänien) ist ein in Deutschland lebender Pianist rumänischer Herkunft.
Er studierte ab 1966 in Cluj-Napoca und Bukarest und erhielt 1971 ein Diplom als Konzertpianist und Klavierpädagoge. Zunächst als Assistent an der Ciprian-Porumbescu-Konservatorium tätig, wanderte er 1977 nach Deutschland aus. Er war Dozent am Hamburger Konservatorium und studierte von 1980 bis 1983 an der Hochschule für Musik und Theater Hamburg.
Seit 1985 unterrichtet er an der Universität der Künste Berlin, seit 2006 als Professor für künstlerische Ausbildung Klavier. Daneben ist er als Konzertpianist tätig.